# Лошадь белая
«Лошадь белая» — девятнадцатый «естественный» альбом группы «Аквариум».

## История создания
Альбом был записан с мая по ноябрь 2008 года в Санкт-Петербурге на домашней студии «Аквариума» и в Лондоне на «Livingston Studios». В альбом вошли 12 новых песен, которые были написаны после выхода предыдущего альбома «Беспечный русский бродяга» (песни «Дуй» и «Аригато» написаны в 2006 году, «Сокол», «Что нам делать с пьяным матросом?», «Анютины глазки и божьи коровки» и «Неизъяснимо» — в 2007 году, остальные — в 2008 году). В записи альбома, кроме музыкантов группы (в которой с недавнего времени вновь играют Алик Потапкин и Александр Титов) приняли участие ещё около трех десятков музыкантов, играющих на самых разнообразных инструментах (большинство из них принимают участие в проекте «Аквариум International»).
Альбом вышел 3 декабря 2008 года на сайте Круги.ру и стал одним из первых альбомов российских музыкантов, выпущенных по принципу «плати сколько считаешь нужным». На официальной странице группы предлагается скачать альбом, при этом пользователь может указать сумму добровольного пожертвования, которое принимается через системы электронных платежей PayPal, WebMoney или по SMS. Впервые такое решение было опробовано группой Radiohead при выпуске альбома In Rainbows.
Презентация релиза прошла во МХАТе имени Горького 3 и 4 декабря 2008 года.

## Участники записи
- БГ — гитара, голос
- Борис Рубекин — клавиши
- Саша Титов — бас
- Игорь Тимофеев — гитара, флейты, саксофоны и кларнеты
- Андрей Суротдинов — скрипки, альт
- Алик Потапкин — ударные
- Олег Шар — бубен, дарбука, шейкеры, гуиро
- Дживан Гаспарян — дудук (3)
- Brian Finnegan — flutes (3 ,5 ,7, 12)
- Becky Taylor — uilleann pipes (7, 12)
- Maria Pomyanowska — padudla (polish violin) (4)
- Alok Verma — tabla (2, 3 ,7, 12)
- Manu Delago — hang drum (7)
- Alejandro Martinez — conga, shaker (10)
- John Joe Kelly — bodhran (12)
- Ric Sanders — fiddle (1 ,2 ,3, 11)
- Chris Leslie — mandolin (1, 5, 11)
- Clare Salaman — nyckelharpa, hurdy gurdy (1, 2, 11)
- Shamita Achenbach-Konig — cello (2, 6, 8, 10, 12)
- Pip Eastop — french horn, flugelhorn (9, 11)
- Erin Nolan — viola (6, 8, 10, 12)
- Nilasha Broughton — violin (6, 8, 10, 12)
- Dundubhi Dikel — violin (6, 8, 10, 12)
- Eddie Hession — accordion (10)
- Алексей Иванов — Контрабас (2, 3, 4, 6)
- Николай Матвеев — Виолончель (2, 3, 4, 6 ,9)
- Эвелина Петрова — Аккордеон (2)
- Евгений Васильев и Борис Иванов — Тромбоны (2, 11)
- Янис Рушко — Туба (2, 11)
- Алексей Попов — Труба (9)
- Вокальный квинтет п/у Дениса Розова: (9, 11)
  - Денис Розов — тенор
  - Александр Смирнов — профундо
  - Николай Агафонников — баритон
  - Александра Жасминова — сопрано
  - Мария Знахур — альт
- Струнные аранжировки — Борис Рубекин
- Запись:
  - Санкт-Петербург — Студия 601 (Б. Рубекин — А.Докшин)
  - Лондон — Livingston Studios (Джерри Бойс)
- Микширование — Джерри Бойс (The Livingston Studios)
- Мастеринг — Saturday Mastering Studio (А. Субботин)
- Дизайн — БГ, Владимир Забавский
- Рисунки — Шри Чинмой
- Фото на обложке — Балдур Триггвасон
- Фото БГ: Павел Антонов

## Список композиций
Музыка и текст во всех песнях — Борис Гребенщиков
| 1. Лошадь белая (2:35) - БГ — гитара, голос - Борис Рубекин — клавиши - Саша Титов — бас - Игорь Тимофеев — гитара - Алик Потапкин — ударные - Ric Sanders — fiddle - Chris Leslie — мандолина - Clare Salaman — nyckelharpa | 7. Аригато (4:53) - БГ — голос и гитара - Борис Рубекин — клавиши - Саша Титов — бас - Алик Потапкин — ударные - Олег Шар — шейкера - Brian Finnegan — флейты - Becky Taylor — uillean pipes - Alok Verma — табла - Manu Delgado — hung drum |
| 2. Дуй (5:30) - БГ — гитара, голос - Борис Рубекин — клавиши, аранжировка, голоса - Саша Титов — бас - Игорь Тимофеев — гитары, саксофоны, голоса - Алик Потапкин — ударные - Олег Шар — бубен - Ric Sanders — электроскрипка - Clare Salaman — hurdy gurdy - Shamita Achenbach-Konig — виолончель - Alok Verma — табла - Алексей Иванов — контрабас - Николай Матвеев — виолончель - Эвелина Петрова — аккордеон - Евгений Васильев и Борис Иванов — тромбоны - Янис Рушко — туба | 8. Акуна матата (3:12) - БГ — голос и гитара - Борис Рубекин — клавиши, аранжировка - Саша Титов — бас - Игорь Тимофеев — саксофоны и кларнеты - Shamita Achenbach-Konig — виолончель - Erin Nolan — альт - Nilasha Broughton — скрипка - Dundubhi Dikel — скрипка |
| 3. Ещё один раз (5:19) - БГ — гитара, голос - Борис Рубекин — клавиши - Алик Потапкин — ударные - Олег Шар — дарбука - Саша Титов — бас - Игорь Тимофеев — гитара - Дживан Гаспарян — дудук - Brian Finnegan — флейты - Ric Sanders — электроскрипка - Alok Verma — табла - Алексей Иванов — контрабас - Николай Матвеев — виолончель | 9. Слово Паисия Пчельника (3:48) - БГ — голос и гитара - Борис Рубекин — клавиши - Саша Титов — бас - Игорь Тимофеев — флейты - Андрей Суротдинов — скрипка - Pip Eastop — валторна, флюгельгорн - Алексей Попов — труба - Николай Матвеев — виолончель - Вокальный квинтет п/у Дениса Розова: - Денис Розов — тенор - Александр Смрнов — профундо - Николай Агафонников — баритон - Александра Жасминова — сопрано - Мария Знахур — альт                                                               |
| 4. Господу видней (6:09) - БГ — гитара, голос - Борис Рубекин — клавиши, программирование - Алик Потапкин — ударные - Игорь Тимофеев — флейты - Андрей Суротдинов — скрипка, альт - Саша Титов — бас - Maria Pomyanowska — padudla - Алексей Иванов — контрабас - Николай Матвеев — виолончель | 10. Девушка с веслом (4:02) - БГ — голос и гитара - Борис Рубекин — клавиши, аранжировка - Саша Титов — бас - Алик Потапкин — ударные - Олег Шар — гуиро - Eddie Hession — аккордеон - Alejandro Martinez — конга, шейкер - Shamita Achenbach-Konig — виолончель - Erin Nolan — альт - Nilasha Broughton — скрипка - Dundubhi Dikel — скрипка |
| 5. Анютины глазки и божьи коровки (3:18) - БГ — гитара, голос - Борис Рубекин — клавиши - Саша Титов — бас - Андрей Суротдинов — скрипка - Brian Finnegan — флейты - Chris Leslie — мандолина | 11. Что нам делать с пьяным матросом? (4:01) - БГ — голос, гитара, укулеле, электрогитара - Борис Рубекин — орган хаммонд - Саша Титов — бас - Алик Потапкин — ударные - Игорь Тимофеев — голоса - Pip Eastop — валторна - Ric Sanders — электроскрипка - Chris Leslie — мандолина - Clare Salaman — hurdy gurdy - Евгений Васильев и Борис Иванов — тромбоны - Янис Рушко — туба - Хор п/у Дениса Розова: - Денис Розов — тенор и другие - Александр Смрнов — профундо - Николай Агафонников — баритон |
| 6. Сокол (2:08) - БГ — гитара, голос - Борис Рубекин — клавиши, аранжировка - Саша Титов — бас - Shamita Achenbach-Konig — виолончель - Erin Nolan — альт - Nilasha Broughton — скрипка - Dundubhi Dikel — скрипка - Алексей Иванов — контрабас - Николай Матвеев — виолончель | 12. Неизъяснимо (5:04) - БГ — гитара, голос - Борис Рубекин — клавиши, аранжировка струнных - Саша Титов — бас - Алик Потапкин — ударные - Игорь Тимофеев — кларнеты - Олег Шар — шейкер - John Joe Kelly — bodhran - Brian Finnegan — флейты - Becky Taylor — uillean pipes - Alok Verma — табла - Shamita Achenbach-Konig — виолончель - Erin Nolan — альт - Nilasha Broughton — скрипка - Dundubhi Dikel — скрипка                                                                                   |